# Warren nationalpark
Warren National Park är en nationalpark i Australien.   Den ligger i delstaten Western Australia, i den sydvästra delen av landet, 3 000 km väster om huvudstaden Canberra. Warren nationalpark ligger 155 meter över havet. Arean är 31 kvadratkilometer.
I omgivningarna runt Warren National Park växer i huvudsak städsegrön lövskog.